# Microterangis divitiflora
Microterangis divitiflora är en orkidéart som först beskrevs av Rudolf Schlechter, och fick sitt nu gällande namn av Karlheinz Senghas. Microterangis divitiflora ingår i släktet Microterangis och familjen orkidéer. Inga underarter finns listade i Catalogue of Life.